# Chrysler Airstream
Chrysler Airstream – samochód osobowy produkowany pod amerykańską marką Chrysler w latach 1935–1936. 

## Historia i opis modelu

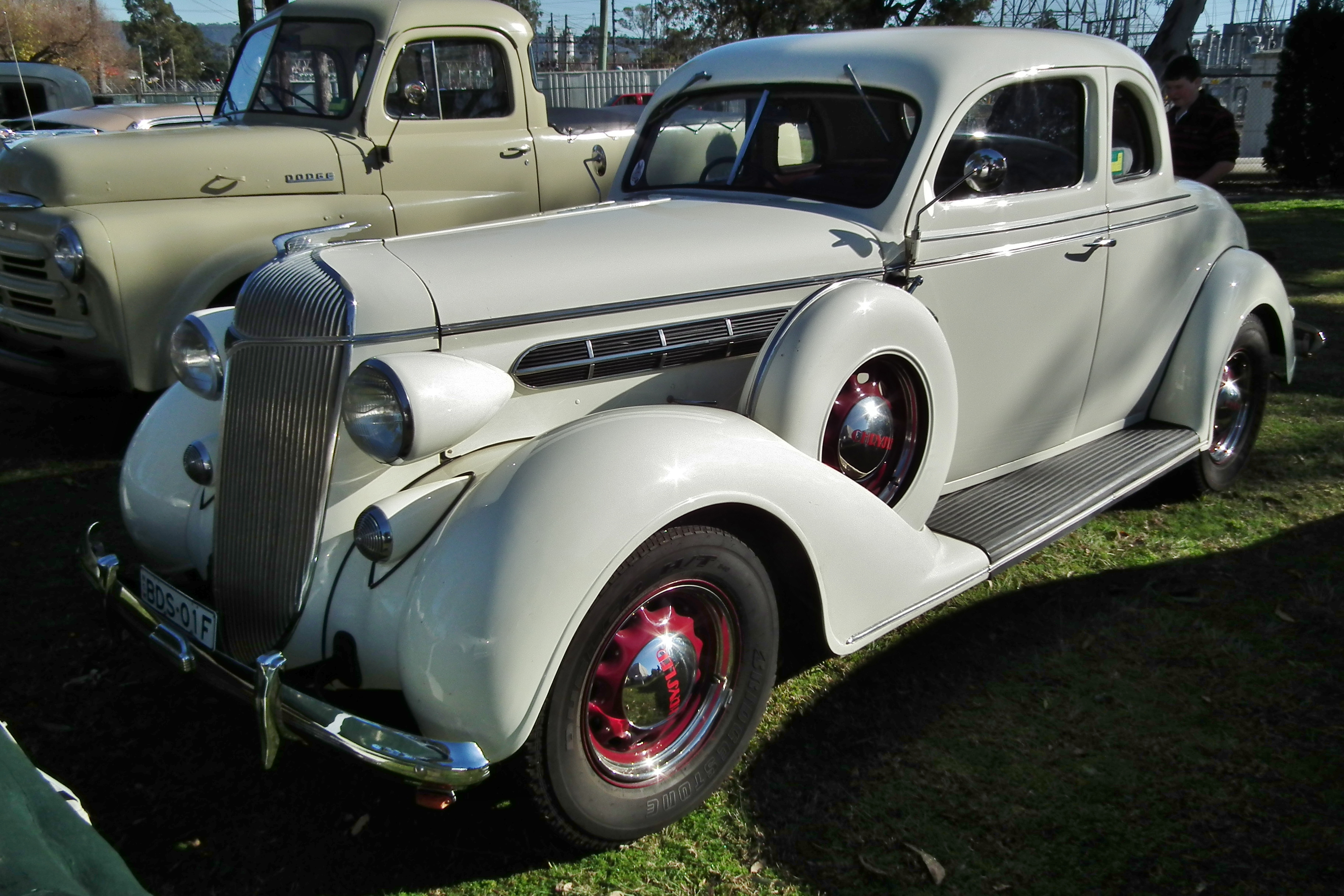
Chrysler Aistream - tył

W 1935 roku Chrysler poszerzył swoją północnoamerykańską ofertę o nowy model Airstream. Początkowo był on dostępny tylko w wariancie fastback, a następnie ofertę poszerzono także o wariant typu coupé. Airstream wyróżniał się różnymi wariantami długości nadwozia i rozstawami osi. Produkcję zakończono w 1936 roku.

### Wersje wyposażenia
- CA
- CO

### Silnik
- L6 4.9l 105 KM